# Mistrovství světa v silniční cyklistice juniorek – časovka jednotlivců
Mistrovství světa UCI v silniční soutěži – časovka juniorek je každoroční mistrovství světa v závodech silničních kol, organizované světovým řídícím orgánem, Union Cycliste Internationale. Akce byla poprvé spuštěna v roce 1995.

## Medailistky
| Rok     | Zlato                              | Stříbro                         | Bronz                        |
| ------- | ---------------------------------- | ------------------------------- | ---------------------------- |
| MS 1995 | Linda Visentini (ITA)              | Christina Becker (GER)          | Tetyana Styazhkina (UKR)     |
| MS 1996 | Rachael Linke (AUS)                | Natascha Klewitz (GER)          | Samanta Loschi (ITA)         |
| MS 1997 | Olga Zabelinskaïa (RUS)            | Sylvia Hübscher (GER)           | Maria Cagigas Amedo (ESP)    |
| MS 1998 | Trixi Worrack (GER)                | Olga Zabelinskaïa (RUS)         | Geneviève Jeanson (CAN)      |
| MS 1999 | Geneviève Jeanson (CAN)            | Juliette Vandekerckhove (FRA)   | Trixi Worrack (GER)          |
| MS 2000 | Juliette Vandekerckhove (FRA)      | Katherine Bates (AUS)           | Bertine Spijkerman (NED)     |
| MS 2001 | Nicole Cookeová (GBR)              | Natalia Boyarskaya (RUS)        | Diana Elmentaitė (LTU)       |
| MS 2002 | Anna Zugno (ITA)                   | Tatiana Guderzo (ITA)           | Claudia Hecht (GER)          |
| MS 2003 | Bianca Purath-Knoepfle (GER)       | Loes Markerink (NED)            | Iris Slappendel (NED)        |
| MS 2004 | Tereza Huříková (CZE)              | Rebecca Much (USA)              | Amanda Spratt (AUS)          |
| MS 2005 | Lisa Brennauer (GER)               | Tereza Huříková (CZE)           | Mie Bekker Lacota (DEN)      |
| MS 2006 | Rebecca Spence (NZL)               | Lesya Kalytovska (UKR)          | Mie Bekker Lacota (DEN)      |
| MS 2007 | Josephine Tomic (AUS)              | Valeriya Kononenko (UKR)        | Jerika Hutchinson (USA)      |
| MS 2008 | Maria Grandt Petersen (DEN)        | Valeriya Kononenko (UKR)        | Laura Dittmann (GER)         |
| MS 2009 | Hanna Solovey (UKR)                | Pauline Ferrand-Prévotová (FRA) | Yelyzaveta Oshurkova (UKR)   |
| MS 2010 | Hanna Solovey (UKR)                | Pauline Ferrand-Prévotová (FRA) | Amy Cure (AUS)               |
| MS 2011 | Jessica Allen (AUS)                | Elinor Barker (GBR)             | Mieke Kröger (GER)           |
| MS 2012 | Elinor Barker (GBR)                | Cecilie Uttrup Ludwigová (DEN)  | Demi de Jong (NED)           |
| MS 2013 | Severine Eraud (FRA)               | Alexandria Nicholls (AUS)       | Alexandra Manly (AUS)        |
| MS 2014 | Macey Stewart (AUS)                | Pernille Mathiesen (DEN)        | Anna-Leeza Hull (AUS)        |
| MS 2015 | Chloe Dygert (USA)                 | Emma White (USA)                | Anna-Leeza Hull (AUS)        |
| MS 2016 | Karlijn Swinkels (NED)             | Lisa Morzenti (ITA)             | Juliette Labous (FRA)        |
| MS 2017 | Elena Pirrone (ITA)                | Alessia Vigilia (ITA)           | Madeleine Fasnacht (AUS)     |
| MS 2018 | Rozemarijn Ammerlaan (NED)         | Camilla Alessio (ITA)           | Elynor Bäckstedt (GBR)       |
| MS 2019 | Aigul Gareeva (RUS)                | Shirin van Anrooij (NED)        | Elynor Bäckstedt (GBR)       |
| MS 2020 | Nejelo se kvůli covidu-19          | Nejelo se kvůli covidu-19       | Nejelo se kvůli covidu-19    |
| MS 2021 | Alena Ivančenková (RUS)            | Zoe Bäckstedtová (GBR)          | Antonia Niedermaierová (GER) |
| MS 2022 | Zoe Bäckstedtová (GBR)             | Justyna Czapla (GER)            | Febe Jooris (BEL)            |
| MS 2023 | Felicity Wilson-Haffendenová (AUS) | Isabel Sharpová (GER)           | Federica Venturelliová (ITA) |
| MS 2024 | Cat Fergusonová (GBR)              | Viktória Chladoňová (SVK)       | Imogen Wolffová (GBR)        |

Zdroj